# Clonograptus
Clonograptus – rodzaj graptolitów żyjących w okresie ordowiku.
Grupy tych zwierząt były przyłączone za pośrednictwem łodygopodobnych struktur z centrum kolonii. Clonograptus jest skamieniałością przewodnią ordowiku.